# Cruise for a Corpse
Cruise for a Corpse (фр. Croisière pour un cadavre; укр. «Круїз для мерця») — пригодницька відеогра розроблена Delphine Software International у 1991 році для Amiga, Atari ST і IBM PC.

## Синопсис
1927 рік. Рауля Дусентьє, поліцейський інспектор, отримує запрошення на відкриття нового круїзного лайнера від Никлоса Карабоуджана. Після виходу в море власника знаходять мертвим у власній каюті. Рауль Дусентьє відразу починає шукати підказки, щоб знайти вбивцю.

## Геймплей
Графічна пригодницька відеогра у жанрі детективного симулятора. Гравець взаємодіє зі грою за допомогою point-and-click. На початок 90-х років гра мала інноваційні технології: використовується 2D-векторна графіка, є рукописні та оцифровані фони, персонажі та об'єкти полігональні. Після розгадування головоломки з'являється годинник, що показує прогрес по сюжету. На відміну від інших відеоігор (наприклад, Mortville Manor), неможливо отримати «погану» відповідь, кожного підозрюваного можна розпитувати декілька раз.
Гра наповнена посиланнями на французьку та бельгійську поп-культурою.